# Gmina Strumień
Die Gmina Strumień [ˈstrumʲɛɲ]Ausspracheⓘ ist eine Stadt-und-Landgemeinde im Powiat Cieszyński der Woiwodschaft Schlesien in Polen. Ihr Sitz ist die gleichnamige Stadt (deutsch Schwarzwasser) mit etwa 3700 Einwohnern.
Die Gemeinde gehört zur Euroregion Teschener Schlesien.

## Geographie
Die Gemeinde liegt im Süden der Woiwodschaft. Bielsko-Biała liegt etwa 20 Kilometer südöstlich. Die Region gehört zum Teschener Schlesien an der Grenze zu Oberschlesien.
Wichtigstes Fließgewässer ist die Weichsel, die seit 1955 zum Goczałkowice-Stausee gestaut wird, an den die Gemeinde im Norden grenzt.

## Politik

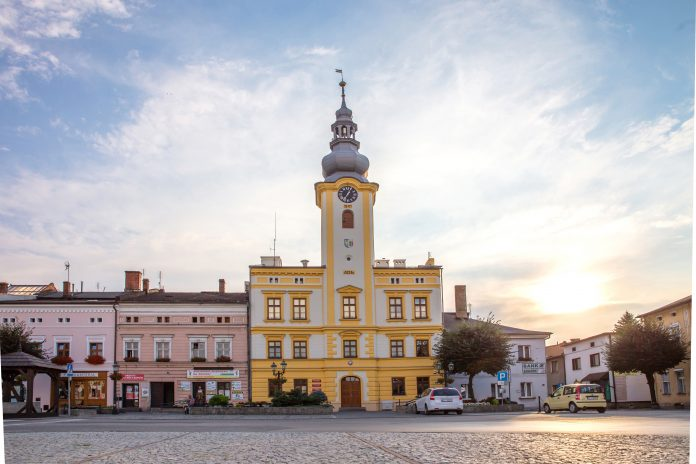
Rathaus

### Bürgermeister
An der Spitze der Verwaltung steht der Bürgermeister. Seit 2006 ist dies Anna Grygierek, die für ihr eigenes Wahlkomitee antritt. Bei der turnusmäßigen Wahl im April 2024 wurde Grygierek ohne Gegenkandidaten mit 72,2 % der Stimmen wiedergewählt.
Die turnusmäßige Wahl im Oktober 2018 brachte folgendes Ergebnis:
- Anna Grygierek (Wahlkomitee Anna Grygierek) 60,1 % der Stimmen
- Lilla Salachna-Brzoza (Wahlkomitee Lilla Salachna-Brzoza) 28,3 % der Stimmen
- Sławomir Rozmarynowski (Wahlkomitee Sławomir Rozmarynowski) 11,6 % der Stimmen

Damit wurde die Amtsinhaberin Anna Grygierek bereits im ersten Wahlgang für eine weitere Amtszeit gewählt.

### Stadtrat
Der Stadtrat von Skoczów besteht aus 15 Mitgliedern. Die Wahl 2024 führte zu folgendem Ergebnis:
- Wahlkomitee Anna Grygierek 38,9 % der Stimmen, 11 Sitze
- Wahlkomitee der Vereinigung „Parteilose Lokale Verwaltung“ 30,4 % der Stimmen, 2 Sitze
- Wahlkomitee Jarosław Midura 16,3 % der Stimmen, 1 Sitz
- Wahlkomitee „Gemeinsam für Bąków“ 14,4 % der Stimmen, 1 Sitz

Die Wahl 2018 führte zu folgendem Ergebnis:
- Wahlkomitee Anna Grygierek 52,5 % der Stimmen, 11 Sitze
- Wahlkomitee Lilla Salachna-Brzoza 31,4 % der Stimmen, 4 Sitze
- Wahlkomitee Sławomir Rozmarynowski 10,3 % der Stimmen, kein Sitze
- Übrige 5,8 % der Stimmen, kein Sitz

### Partnerschaft
- Petřvald, Tschechien, seit 2002

## Gliederung

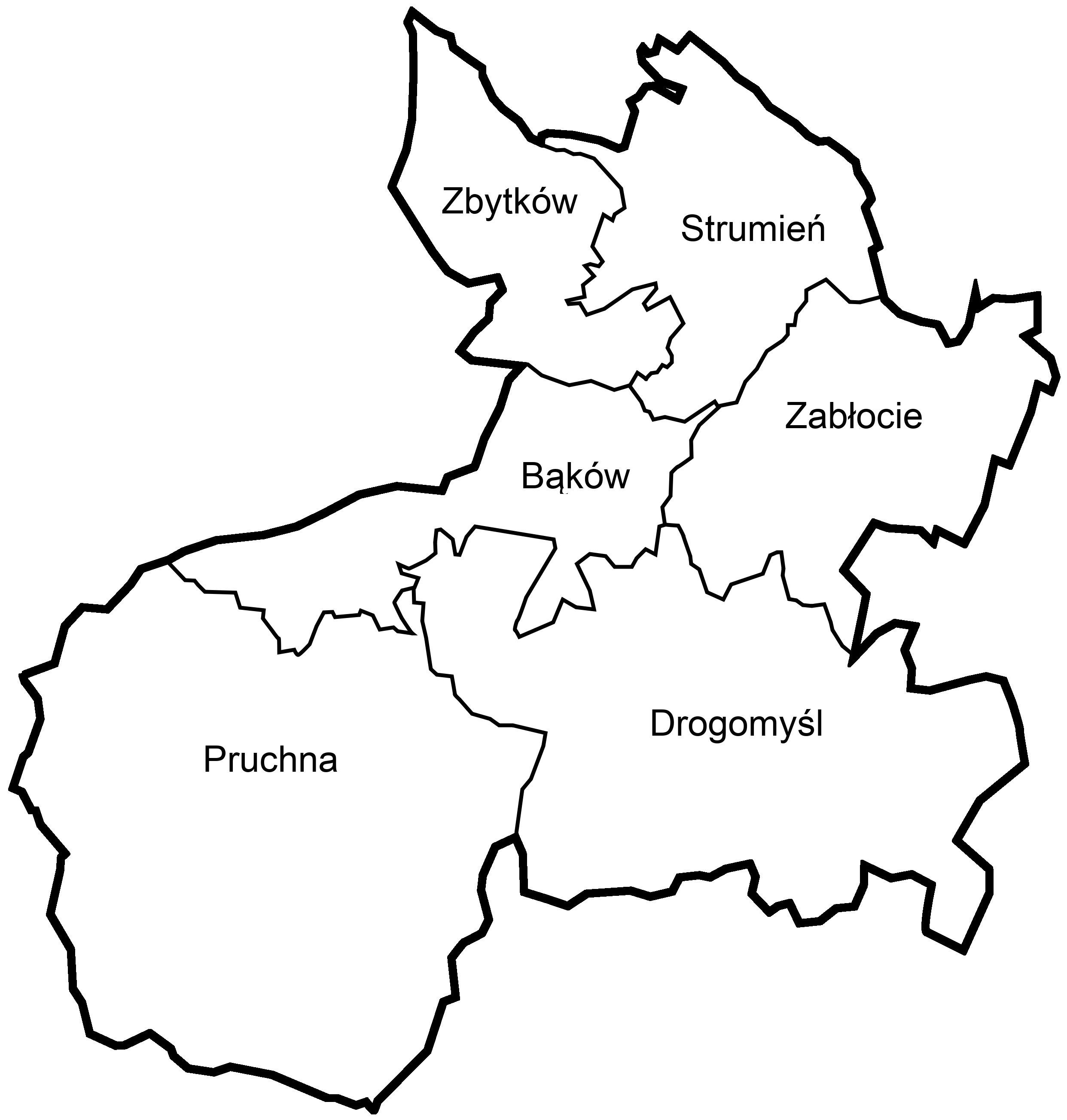
Lage der Orte

Zur Stadt- und Landgemeinde Strumień gehören neben der Stadt fünf Dörfer mit einem Schulzenamt (sołectwo):
- Bąków (Bonkau)
- Drogomyśl (Drahomischl)
- Pruchna (Pruchna)
- Zabłocie (Zablatsch)
- Zbytków (Zbitkau)